# SN 2004Q
SN 2004Q – supernowa typu II odkryta 30 stycznia 2004 roku w galaktyce E507-G11. W momencie odkrycia miała maksymalną jasność 18,40m.